# Tibor Molnár
Tibor Molnár (Budapest, 6 giugno 1952) è un ex calciatore ungherese naturalizzato canadese, di ruolo centrocampista.

## Carriera
Nativo dell'Ungheria, si trasferì in America, divenendo successivamente cittadino canadese. Nel 1971 si sposta in Texas, per giocare nei Dallas Tornado, con cui vince il torneo del 1971: nelle vittoriose finali del 1971, giocò per i Tornado la prima delle tre sfide contro i georgiani dell'Atlanta Chiefs, segnando l'unica rete dei suoi nella sconfitta per 2-1. Con i Tornado nel 1971 vinse anche il primo campionato indoor della NASL.
Dal 1973 è al Toronto Hungaria, con cui vince in quell'anno la NSL, segnando anche una rete nella finale del 19 ottobre, vinta per 2-1 contro il Toronto Croatia. Rimarrà in squadra anche nella stagione seguente, lasciando però nel corso della stagione per giocare nel Toronto Italia.
Nella stagione 1976 torna a giocare nella NASL con i Rochester Lancers, che lascerà nel corso del torneo per giocare nei S.J. Earthquakes, con cui raggiunge le semifinali, perse contro i Minnesota Kicks. Nel campionato seguente con i suoi raggiunse invece i turni di spareggio, persi contro i L.A. Aztecs.
Chiusa l'esperienza con gli Earthquakes, Molnar passò a giocare nell'indoor soccer, vincendo il campionato 1978 con i Tulsa Roughnecks, e poi tornando alla MISL, vincendone due edizioni in forza ai New York Arrows.

## Palmarès

### Calcio
- National Soccer League: 1

Toronto Hungaria: 1973
- North American Soccer League: 1

Dallas Tornado: 1971

### Indoor soccer
- NASL Indoor: 2

Dallas Tornado: 1971
Tulsa Roughnecks: 1978
- Major Indoor Soccer League: 2

New York Arrows: 1978-1979, 1979-1980